# Piața Romană (Bukareszt)

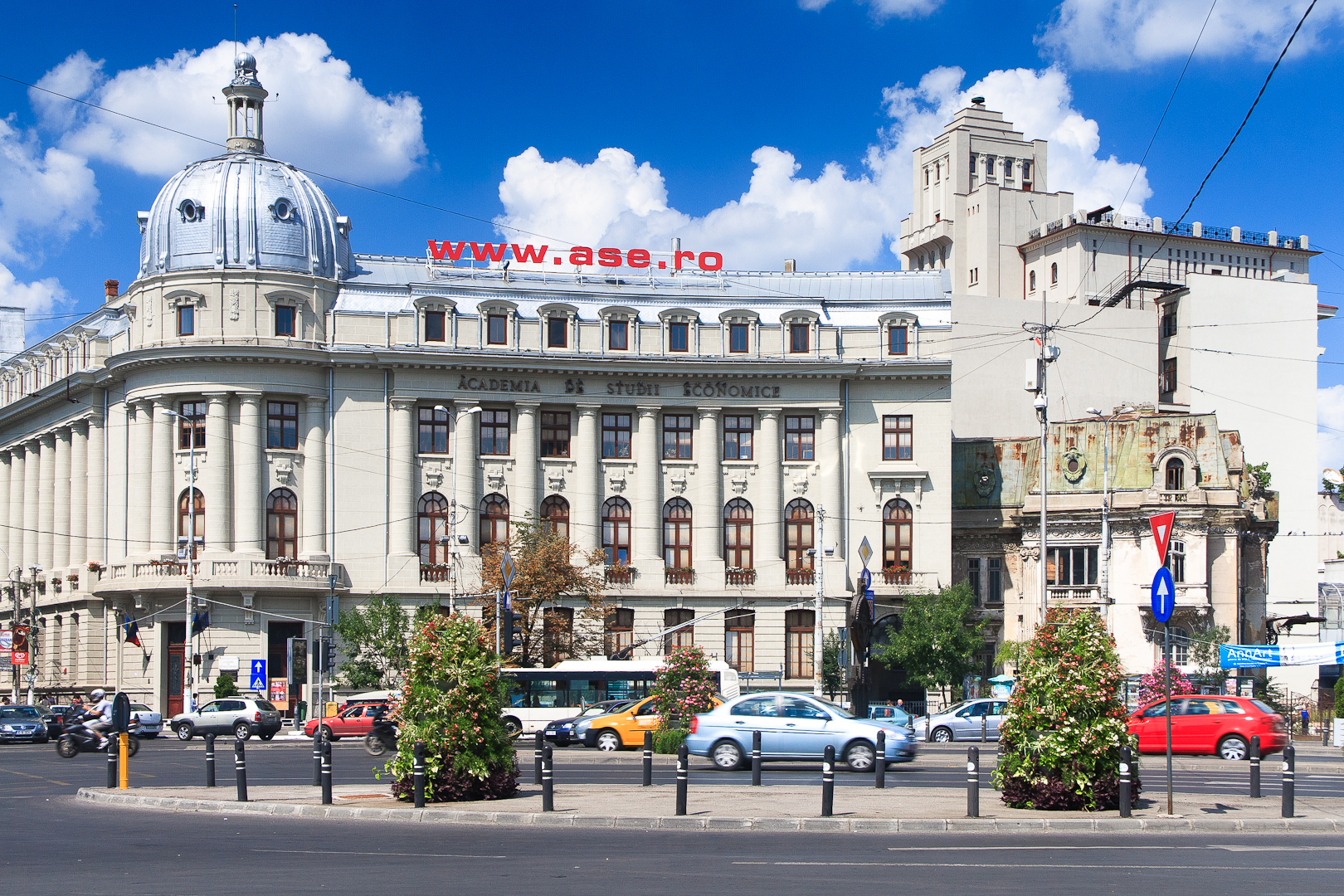
Budynek Akademii Studiów Ekonomicznych na Piața Romană

Piața Romană (Plac Rzymski) – jeden z ważniejszych placów w sektorze 1, w centrum Bukaresztu.
Dwa główne bulwary przecinające się w Piața Romană to Bulevardul Lascăr Catargiu (który biegnie na północny zachód w kierunku Piața Victoriei) i Bulevardul Magheru (który biegnie na południe przez południowy wschód w kierunku Piața Universității). Obie drogi pokrywają się geograficznie z linią metra M2. Plac ten obsługiwany jest przez stację metra Piața Romană na Bulevardul Magheru. Bulevardul Dacia przecina plac w kierunku wschód-zachód.
W latach 1997–2010 na Piața Romană stał posąg wilczycy kapitolińskiej. Posąg został przeniesiony na Bulevardul I.C. Brătianu.